# Ґабріела Шеве
Ґабріела Шеве (нім. Gabriela Schöwe, 26 лютого 1964) — німецька хокеїстка на траві.
Срібна призерка Олімпійських Ігор 1984 року, учасниця 1988 року.